# 手口
手口（てぐち、ラテン語: modus operandi）とは、ビジネスにおける取引上の手法、または犯罪捜査の文脈において犯人の習慣とする犯罪手法を指す。

## 用語

### 犯罪捜査
この用語は、多くの場合、警察の捜査の文脈において、犯罪者によって用いられる手法を意味する。 犯罪者プロファイリングでも使用されており、犯罪者の心理への手がかりを見つけるのに役立つ。主に犯罪者の犯罪行為、隠匿、および逃走行為、を調査分析することから成る。容疑者の手口を知ることによって、彼らの身元確認、逮捕、または制圧をする上で重要な助けになり、異なる事件間における関連を推定する手掛かりとする。

### 株取引
日本においては、証券取引所の株式の売買取引で、ある銘柄の取引を、どの証券会社が何株売ったか（売り手口）、どの証券会社が何株買ったか（買い手口）という売買状況を示す 。